# Skigebiet Suche
Das Skigebiet Suche liegt auf den Nordhängen der Rafaczańska Grapa in dem polnischen Gebirgszug Pogórze Gubałowskie im Ort Suche auf dem Gemeindegebiet von Poronin im Powiat Tatrzański in der Woiwodschaft Kleinpolen. Es befindet sich außerhalb des Tatra-Nationalparks. Das Skigebiet wird von dem Unternehmen Stacja Narciarska Suche Sp. z o.o. betrieben, dessen Eigentümer örtliche Góralen sind.

## Lage
Das Skigebiet befindet sich auf einer Höhe von  815  m ü.N.N. bis 952 m ü.N.N. Der Höhenunterschied der Pisten beträgt ca. 140 m. Es gibt drei blaue und eine grüne Piste. Die Gesamtlänge der Pisten umfasst ca. 2 km, wobei die längste Piste 1,3 km lang ist.

## Geschichte
Das Skigebiet wurde 2008 angelegt. Die Skilifte wurden 2012 errichtet.

## Beschreibung

### Skilifte
Im Skigebiet gibt es einen Sessellift und einen Tellerlift. Insgesamt können bis zu 2200 Personen pro Stunde befördert werden.

#### Skilifte Polana Szymoszkowa
Die Skilifte führen von Suche bis knapp unter den Bergrücken der Gubałówka. Ihre Längen betragen bis zu ca. 950 m.
| Name | Art        | Hersteller                 | Breite Personen | Länge (m) | Zeit (min) | Höhenunterschied (m) | Personen pro Stunde | Obere Station    | Obere Station | Untere Station | Untere Station | Vmax (m/s) |
| Name | Art        | Hersteller                 | Breite Personen | Länge (m) | Zeit (min) | Höhenunterschied (m) | Personen pro Stunde | Ort              | Höhe (m üNN)  | Ort            | Höhe (m üNN)   | Vmax (m/s) |
| ---- | ---------- | -------------------------- | --------------- | --------- | ---------- | -------------------- | ------------------- | ---------------- | ------------- | -------------- | -------------- | ---------- |
| 1    | Sessellift | Doppelmayr Garaventa Group | 4               | 950       | 2          | 2200                 | 137                 | Unter dem Gipfel | 952           | Untere Station | 815            |            |
| 2    | Tellerlift |                            | 1               | 400       |            |                      |                     |                  |               |                |                |            |

### Skipisten
Von der Rafaczańska Grapa führen vier Skipisten ins Tal.
| Name | Schwierigkeit | Start         | Start        | Ziel           | Ziel         | Länge (m) | Höhenunterschied (m) | Neigung (%) | Licht | Kunstschnee | FIS    | FIS | Anmerkungen |
| Name | Schwierigkeit | Name          | Höhe (m üNN) | Name           | Höhe (m üNN) | Länge (m) | Höhenunterschied (m) | Neigung (%) | Licht | Kunstschnee | Nummer | bis | Anmerkungen |
| ---- | ------------- | ------------- | ------------ | -------------- | ------------ | --------- | -------------------- | ----------- | ----- | ----------- | ------ | --- | ----------- |
| 1 -3 | Blau          | Obere Station | 952          | Untere Station | 815          | 1300      | 137                  | 20          | ja    | ja          |        |     |             |
| 4    | Grüne         |               |              |                |              | 700       |                      |             | ja    | ja          |        |     |             |

## Infrastruktur
Das Skigebiet liegt nördlich des Zentrums von Zakopane und ist mit dem Pkw erreichbar. An der unteren Station gibt es Parkplätze. Im Skigebiet sind eine Skischule sowie ein Skiverleih tätig. Zum Skigebiet gehören auch mehrere Restaurants. Die Bergwacht TOPR hat eine Außenstelle im Skigebiet.